# Ernst Löchelt
Ernst Löchelt (* 22. Juni 1937 in Bottrop; † 23. August 2014) war ein nordrhein-westfälischer Kommunalpolitiker der SPD.

## Werdegang
Löchelt begann seine Karriere im Jahr 1954 in der Verwaltung der Stadt Bottrop. Im Jahr 1967 wurde er Mitglied des Personalrats, dessen Vorsitz er später übernahm. Er durchlief unterschiedliche Abteilungen des Kommunaldienstes. 1980 übernahm er den Vorsitz der Arbeiterwohlfahrt Bottrop. Von 1987 bis 1995 war er Oberstadtdirektor und von 1995 bis 2004 Oberbürgermeister von Bottrop. Löchelt war seit der Gründung der Bottroper Bürgerstiftung im Jahr 2008 Kuratoriumsvorsitzender der Stiftung.
Löchelt wurde am 30. August 2014 nach einer Trauerfeier in der Martinskirche auf dem Bottroper Parkfriedhof beigesetzt.

## Auszeichnungen
Löchelt erhielt im November 2004 die Marie-Juchacz-Plakette, die höchste Auszeichnung der Arbeiterwohlfahrt (AWO), und war Ehrenvorsitzender des Kreisverbandes Bochum der AWO. Die Stadt Bottrop verlieh ihm im Mai 2004 den Ehrenring der Stadt, verbunden mit der Ehrenbezeichnung Alt-Oberbürgermeister. Im Jahr 2004 wurde er mit dem Verdienstorden des Landes Nordrhein-Westfalen und November 2010 mit dem Bundesverdienstkreuz I. Klasse geehrt.